# القمة العربية 2000
مؤتمر القمة العربية 2000 عقد في 21–22 أكتوبر بقاعة المؤتمرات الدولية بمدينة نصر إثر أحداث العنف التي تفجرت ضد الفلسطينيين بعد أن دخل أرئيل شارون الحرم القدسي الشريف، وسمي بمؤتمر قمة الأقصى.
حضر المؤتمر جميع الدول العربية باستثناء ليبيا التي مثلها وفد دبلوماسي انسحب في اليوم الثاني من القمة.

## القرارات
تضمن البيان الختامي الذي أصدره المؤتمر عدة قرارات أهمها:
- إنشاء صندوق باسم انتفاضة القدس برأس مال 200 مليون دولار أميركي لدعم أسر الشهداء، وتأهيل الجرحى والمصابين
- إنشاء صندوق باسم صندوق الأقصى برأس مال 800 مليون دولار لدعم الاقتصاد الفلسطيني
- السماح باستيراد السلع الفلسطينية بدون قيود كمية أو نوعية
- عقد القمة العربية بشكل دوري ومنتظم كل عام